# Дудник, Максим Илларионович
Максим Илларионович Дудник (1911-1954) — младший сержант Рабоче-Крестьянской Красной армии, участник советско-финской и Великой Отечественной войны, полный кавалер ордена Славы.

## Биография
Максим Илларионович Дудник родился 23 января 1911 года в селе Хлыстуновка (ныне — Городищенский район Черкасской области Украины). Окончил два класса школы. До призыва на службу трудился на щебёночном комбинате. В 1939—1940 годах проходил службу в Рабоче-Крестьянской Красной Армии, участвовал в боях советско-финской войны.
12 февраля 1944 года Дудник повторно был призван в армию и направлен на фронт Великой Отечественной войны. Участвовал в освобождении Украинской и Молдавской ССР, Польши, боях в Германии, освобождении Чехословакии. Воевал наводчиком миномётного расчёта миномётной батареи 936-го стрелкового полка 936-го стрелкового полка 254-й стрелковой дивизии 73-го стрелкового корпуса 52-й армии.
Неоднократно отличался в боях. Так, 2 июня 1944 года при отражении немецкой контратаки под Яссами Дудник лично уничтожил 9 вражеских солдат. За это он получил свою первую боевую награду — медаль «За отвагу».
20 августа 1944 года в районе населённого пункта Бретулень Ясского жудеца Румынии расчёт Дудника миномётным огнём уничтожил 1 дзот, 6 пулемётных точек, 1 противотанковое орудие, до взвода пехоты. 3 сентября 1944 года он был награждён орденом Славы 3-й степени.
12 января 1945 года в боях на Сандомирском плацдарме Дудник со своими товарищами пробил проход в проволочных заграждениях врага, дав возможность наступать пехотинцам. На подступах к городе Хмельнику расчёт уничтожил 1 миномёт, пулемётный расчёт и более 20 солдат и офицероа. 22 января 1945 года при штурме населённого пункта Першау миномётчики уничтожили наблюдательный пункт, а двумя днями позже в бою за станцию Гиммель (Емельна) — до взвода пехоты. 29 января 1945 года при переправе через Одер расчёт Дудника уничтожил 1 огневую точку, а на следующий день при отражении немецкой контратаки — более 35 немецких солдат и офицеров. За это 9 марта 1945 года Дудник был награждён орденом Славы 2-й степени.
16 апреля 1945 года при прорыве немецкой обороны к востоку от германского города Гёрлица расчёт Дудника уничтожил 1 дзот, пулемётный расчёт, 6 пехотинцев. 17 апреля 1945 года при штурме населённого пункта Коздорф миномётчики уничтожили 9 вражеских солдат и подавили миномётную батарею. На следующий день у населённого пункта Нидер ими был подавлен пулемёт с расчётом и уничтожена повозка с боеприпасами. 21 апреля 1945 года Дудник со своими товарищами уничтожил вражескую пулемётную точку, обеспечив наступление основных сил пехоты. 27 июня 1945 года Указом Президиума Верховного Совета СССР он был удостоен ордена Славы 1-й степени.
В октябре 1945 года Дудник был демобилизован. Вернувшись на родину, продолжил трудиться на щебёночном комбинате. Скончался 14 февраля 1954 года.

## Награды
- Орден Славы 1-й степени (27.06.1945);
- Орден Славы 2-й степени (09.03.1945);
- Орден Славы 3-й степени (03.09.1944);
- Медаль «За отвагу» (15.06.1944) и другие медали.